# Euphorbia gaumeri
Euphorbia gaumeri är en törelväxtart som beskrevs av Charles Frederick Millspaugh. Euphorbia gaumeri ingår i släktet törlar, och familjen törelväxter. Inga underarter finns listade i Catalogue of Life.